# Wolfgang Krull

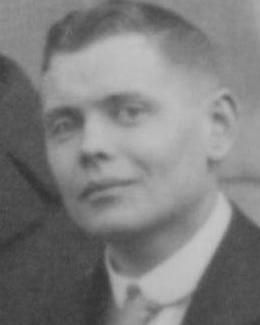
Wolfgang Krull, Göttingen 1920

Wolfgang Krull (n. 26 august 1899 - d. 12 aprilie 1971) a fost un matematician german, cunoscut pentru contribuțiile sale în domeniul algebrei comutative.
Câteva subiecte matematice îi poartă numele:
- Dimensiunea Krull
- Topologia Krull
- Teorema de intersecție a lui Krull
- Inelul lui Krull
- Teorema lui Krull.